# Manifiesto de los intelectuales
El manifiesto de los intelectuales sobre la situación política nacional fue un documento publicado el 15 de enero de 1958 en Venezuela crítico de la dictadura de Marcos Pérez Jiménez y con ocho peticiones. El manifiesto fue redactado por Mariano Picón Salas y firmado por al menos 400 personas, incluyendo a escritores, profesionales y profesores universitarios.

## Historia
El manifiesto fue redactado el 10 de enero de 1958 por Mariano Picón Salas y se imprimió en una imprenta clandestina pequeña del Partido Comunista de Venezuela (PCV). La primera edición del texto se hizo en la imprenta de la revista Prensa Médica, dirigida por Ángel Bajares Lanza. Entre otros, el manifiesto fue promovido por Fabricio Ojeda, Miguel Otero Silva, Pedro Ortega Díaz (PCV), Rafael José Neri, Alexis Márquez Rodríguez, Arístides Bastidas, Francisco Guerrero Pulido, Humberto Cuenca e Isaac Pardo, quienes se reunían en el archivo del diario El Nacional. El documento también fue apoyado por la Asociación de Periodistas, sindicatos y muchas organizaciones. El 13 de enero, dos días antes de la publicación del manifiesto, Marcos Pérez Jiménez destituyó a Rómulo Fernández y como ministro de la defensa y asumió personalmente la posición.
El manifiesto fue publicado el 15 de enero. Miguel Otero Silva sería detenido en la Dirección de Seguridad Nacional por su papel en la edición y publicación del texto.

## Contenido
El manifiesto realizó críticas significativas a la dictadura de Marcos Pérez Jiménez y realizaba ocho peticiones. El texto hacía un reclamo de democracia, pidiendo libertad de expresión y el cese a la censura, el respeto a los derechos humanos, la libertad de los detenidos políticos y el regreso de los exiliados, expresando que “el país no puede seguir dividido en grupos hostiles de desterrados, cautivos y usufructuarios de la riqueza”. Entre las peticiones también se encontraban:
- «el restablecimiento de una vida moral digna»
- «la austeridad en el manejo de los recursos de la Nación»
- «el reconocimiento de los valores del espíritu sin los cuales ningún progreso material tiene sentido y el acuerdo entre las fuerzas de la ciudadanía para que la cultura de Venezuela se desenvuelva en un ambiente de libertad»
- «el acatamiento a las normas tradicionales de la convivencia internacional, después de las fricciones que nos separaron de algunas naciones hermanas»

El manifiesto también pedía que «los poderes públicos sean expresión genuina de la voluntad popular», respeto para las autoridades eclesiásticas, respeto a los profesores y estudiantes, y el restablecimiento  de la autonomía  universitaria. El documento dejaba claro que no se buscaba un enfrentamiento con el sector militar, describiendo que: «la ciudadanía no desea establecer una división antagónica entre Fuerzas Armadas y fuerzas civiles, sino una cooperación respetuosa y ecuánime para lograr la concordia nacional», y abogando por «la armonía entre los venezolanos».

## Promotores y firmantes
Intelectuales como Ángel Rosenblat recogieron 400 firmas para el manifiesto, incluyendo a escritores, profesionales y profesores universitarios, algunos de los cuales fueron los siguientes:
- Mariano Picón Salas
- Adriano González León
- Alejandro Otero
- Alexis Márquez Rodríguez
- Ángel Rosenblat
- Antonio Estévez
- Aquiles Monagas
- Arcila Farías
- Arístides Bastidas
- Arturo Uslar Pietri[14]
- Barrios Cruz
- Carlos Dorante
- César Rengifo
- Díaz Seijas
- Eduardo Arcila Farías
- Elias Toro
- Enrique J. Velutini
- Ernesto Mayz Vallenilla
- Falcón Briceño
- Francisco De Venanzi
- Francisco Pulido Guerrero
- Guillent Pérez
- Héctor Mujica
- Herrera Luque
- Humberto Cuenca
- Isaac J. Pardo
- José Antonio Calcaño
- José Luis Vethencourt
- José Nucete Sardi
- Juan Liscano
- Juan Manuel González
- Jóvito Villalba
- Lucila Palacios
- Manuel Montaner
- Martín Vegas
- Mateo Manaure
- Miguel Acosta Saignes
- Miguel Arroyo Castillo
- Miguel Otero Silva
- Márquez Cañizales
- Óscar Machado Zuloaga
- Oswaldo Vigas
- Pedro Laya
- Pedro Ortega Díaz
- Pedro Pérez Velásquez
- Ramón Palomares
- Salcedo Bastardo
- Sergio Antillano
- Vicente Emilio Sojo
- Vicente Gerbasi